# Lena Station
Lena Station (Lena stasjon) var en jernbanestation, der lå i byområdet Lena i Østre Toten kommune på Skreiabanen i Norge. Stationen blev åbnet som holdeplads sammen med banen 28. november 1902 og blev opgraderet til station 1. maj 1916. Persontrafikken på banen blev indstillet 15. september 1963, men stationen var bemandet indtil omkring 1985 og eksisterede indtil den formelle nedlæggelse af Skreiabanen 1. februar 1988.
Den oprindelige stationsbygning blev tegnet af Paul Armin Due. Den blev ombygget til pakhus, da stationen fik en ny stationsbygning tegnet af Gudmund Hoel og Jens Flor ved NSB Arkitektkontor (tegnet 1913, opført 1915).
Sporene gennem Lena blev taget op allerede i 1988, men perron og læsserampe findes fortsat. Både stationsbygningen og pakhuset er i dag i privat eje. Førstnævnte huser en taxicentral, mens pakhuset bruges som forsamlingshus og café.
Lena Station lå 14,04 km fra banens udgangspunkt, Reinsvoll Station.